# Fouilleuse
Fouilleuse is een gemeente in het Franse departement Oise (regio Hauts-de-France) en telt 110 inwoners (2009). De plaats maakt deel uit van het arrondissement Clermont.

## Geografie
De oppervlakte van Fouilleuse bedraagt 3,0 km², de bevolkingsdichtheid is dus 36,7 inwoners per km².
De onderstaande kaart toont de ligging van Fouilleuse met de belangrijkste infrastructuur en aangrenzende gemeenten.

## Demografie
Onderstaande figuur toont het verloop van het inwonertal (bron: INSEE-tellingen).